# Санхинес Уриарте, Модеста
Модеста Санхинес Уриарте (исп. Modesta Sanginés Uriarte; 26 февраля 1832, Ла-Пас — 5 февраля 1887, Париж) — одна из ведущих композиторов Боливии XIX века. Она написала более 50 музыкальных произведений, большинство из которых были опубликованы в 2015 году. Помимо этого Санхинес также занималась журналисткой, писала статьи в пользу защиты прав женщин и публиковала народные легенды Боливии. В рамках своей благотворительной деятельности она оказывала социальную помощь пожилым людям, сиротам и бедным, построила больничное крыло для ухода за теми, кто не мог обеспечить себе лечение сам. Санхинес также использовала свои музыкальные таланты для сбора средств для оказания помощи раненым и военнопленным во время войны между Боливией, Чили и Перу за контроль над тихоокеанским побережьем Южной Америки.

## Ранние годы
Модеста Сесарея Санхинес Уриарте родилась 26 февраля 1832 года в Ла-Пасе в семье Индалесио Санхинеса-и-Кальдерона и Мануэлы Уриарте Сагарнаги. Хотя обычаи того времени не предусматривали образования для женщин, родители Санхинес записали её в школу, которая незадолго до этого была создана чилийским педагогом Дамасой Кабесон. Кабесон основала школу для женщин, имевшую успех в Чили, и по приглашению правительства Боливии ей было предложено основать подобную школу в Ла-Пасе в 1845 году, которая функционировала в течение трёх последующих лет. Санхинес изучала там французский и итальянский языки, искусство и музыку. У неё проявился талант к игре на фортепиано, и она часто давала сольные концерты в тандеме с Адольфо Бальивианом, впоследствии ставшим президентом Боливии. Санхинес предпочла не выходить замуж, хотя у неё были поклонники, сочтя лучшим для себя сохранение личной свободы. Когда её родители умерли, она стала содержать свой собственный дом, а не переехала к брату, как это было принято в то время.

## Карьера
Известная как талантливая вокалистка и пианистка Санхинес вместе с Бернандино Сагарнагой основали Филармоническое общество Ла-Паса в 1863 году. Она начала сочинять музыку и, хотя в ней и отражалось её знакомство с наследием таких классических композиторов как Бетховен, Беллини, Лист, Моцарт и Штраус, в ней, как правило, центральное место занимали патриотические и религиозные мотивы. Её сентиментальный вальс «Sueños de color de rosa» (Розовые мечты) служит наиболее характерным примером её нежного и ностальгического стиля. Хотя большинство её работ оставались неопубликованными, она за свою жизнь написала более 50 музыкальных сочинений и опубликовала два тома своих работ в Париже. Среди её произведений выделяются сборник «El Alto de la Alianza», а также песни «Arroyuelo» (Речка), «Cantos a la Virgen» (Песни Деве Марии), «La brisa del Uchamachi» (Ветер Учамачи), «Pensamiento» (Мысль), «Plegaria a Jusús Crucificado» (Молитва распятому Иисусу), «Recuerdo de los Andes» (Воспоминания об Андах), «Villancicos» (Рождественские гимны), «Zapateo Indio», музыкальные композиции в память о Ригоберто Торрико, Хуана Ондарсы и её брата Бернардино Санхинеса Уриарте. Кроме того, она является автором «Variaciones sobre el tema del Himno Nacional» (Вариаций на тему национального гимна).
Помимо музыкальных сочинений, с юных лет Санхинес писала также и литературные произведения, переводила труды других авторов, давала уроки языка. Она публиковалась в газете «El Jardincito de Maria» (Маленький сад Марии), где давала полезные советы женщинам в их домашней работе. Она стала редактором газеты (при ней было опубликовано 267 номеров), сменившей свой название на «Semanario Católico» в 1878 году. Работая в аналогичном жанре, она написала книгу «Trabajos de aguja — nociones de economía doméstica — sencillas preparaciones para alimentos» (Рукоделие — принципы домашней экономии — простые способы приготовления пищи), опубликованную в 1874 году. К её литературным работам другого рода относятся «Leyenda „El Desertor“» (Легенда о «дезертире»), которая была опубликована в национальной антологии «Las dos Claras» (Две Клары), и «El Hijo del Cóndor» («Сын кондора»). Санхинес также написала поэтическую элегию, посвящённую своей матери, в которой отразила своё романтическое чувство её утраты.
В качестве благотворителя Санхинес проявляла особую заботу о бедных и больных. Она финансировала строительство отделения больницы Лоайса, в котором оказывалась помощь нуждающимся, престарелым, сиротам и женщинам. Будучи членом Общества милосердия (исп. Sociedad de Beneficencia), она работала над многими проектами социального обеспечения, в том числе кормила тех, кто нуждался в еде во время голода 1878 года. Во время Второй тихоокеанской войны Санхинес организовывала помощь по уходу за ранеными и военнопленными. Устраивая у себя дома музыкальные салоны и концерты, она тем самым собирала средства на военные нужды. Когда война закончилась, она решила начать путешествовать, чтобы улучшить свои познания и поправить здоровье. Санхинес отправилась в Европу. Она завещала значительные средства своим работницам, семье, друзьям, особо отмечая, что они должны были способствовать получению женщинами образования, собственного источника заработка и в конечном счёте свободе от влияния мужчин.

## Смерть и наследие
Санхинес умерла 5 февраля 1887 года в Париже. Полномочный министр Боливии во Франции Анисето Арсе, впоследствии ставший президентом Боливии, и боливийская диаспора, проживавшая в Париже, отдали ей дань уважения, прежде чем её останки были возвращены на родину, чтобы быть похороненными в семейном мавзолее на общем кладбище Ла-Паса. В 2011 году боливийский историк Патрисия Монтаньо, потомок Санхинес, унаследовавшая её бумаги, предложила Центру документации по латиноамериканской литературе и искусству (исп. Centro de Documentación en Artes y Literaturas Latinoamericanas (Cedoal)) приобрести их для обеспечения их сохранности. После проверки подлинности рукописи были приобретены Хавьером Паррадо. Исследовательская группа из этого центра расшифровала эти документы и восстановила неопубликованные ранее партитуры и хроники выступлений из записных книжек Санхинес, а также книгу и другие партитуры, которые были опубликованы в Париже в 1858 и 1881 годах. Результаты этих работ вышли в свет в 2015 году в виде книги.